# Dongzhuangtouyingzi
Dongzhuangtouyingzi (kinesiska: 东庄头营子, 东庄头营子乡) är en socken i Kina. Den ligger i den autonoma regionen Inre Mongoliet, i den norra delen av landet, omkring 670 kilometer öster om regionhuvudstaden Hohhot.
Genomsnittlig årsnederbörd är 509 millimeter. Den regnigaste månaden är juni, med i genomsnitt 139 mm nederbörd, och den torraste är januari, med 4 mm nederbörd.